# Ágata (esposa de Eduardo el Exiliado)
Ágata fue esposa del príncipe inglés Eduardo el Exiliado, madre de Santa Margarita (Reina de Escocia), y de Edgar Atheling, el último miembro de la Casa de Cerdic. Ha sido motivo de gran controversia durante siglos, debido a las grandes interrogantes que surgieron respecto de su identidad y origen.
Los únicos hechos certeros acerca de su vida son que vivió en la corte de Hungría desde antes del nacimiento de su primera hija Margarita en 1045, hasta después de la muerte de su esposo (en febrero de 1057), Ágata permaneció en Inglaterra con sus hijos, a fin de que no pierdan su legítimo derecho a la Corona inglesa. Posteriormente tomó los hábitos de monja, y murió en Newcastle-upon-Tyne alrededor del año 1093.[cita requerida]

## Controversias respecto a su genealogía
Una de las teorías más aceptadas desde la Edad Media es que Ágata era hija del rey San Esteban I de Hungría, sin embargo, otras versiones han sido propuestas posteriormente sobre la base de fuentes que difieren sobre su origen. Según algunos eruditos[cita requerida], fue sobrina del emperador Enrique III de Alemania, por ser la hija de Ludolfo, margrave de Friesland del Oeste - hermano uterino del emperador - y de Gertrudis de Egisheim, opinión popularizada por el distinguido genealogista Szabolcs de Vajay en su libro "Agata, Madre de Santa Margarita, Reina de Escocia" (1962), basándose en los datos de la "Chronicon ex chronicis" de Florencio de Worcester, que la nombra como pariente de sangre del emperador. Esta teoría fue ampliamente aceptada durante treinta años.....
Pero Rene Jette, en su artículo publicado en la revista "New England Historical and Genealogical Register", expone hechos no tomados en cuenta por de Vajay:
- El conocido cronista Guillermo de Malmesbury, en su "De Gestis Regis Anglorum" (así como otros muchos cronistas de su tiempo), sostiene que Ágata era hermana de la reina de Hungría. Eduardo era un leal aliado del rey Andrés I de Hungría y lo acompaña a su país, viviendo allí muchos años a su servicio. Por ello, sería entonces probable que la reina de Hungría referida por Malmesbury fuese Anastasia Yaroslavna de Kiev, hija de Yaroslav I el Sabio, gran príncipe de Kiev.

- De acuerdo al mismo Szabolcs de Vajay, el matrimonio entre Ágata y Eduardo tuvo lugar en la ciudad de Kiev; con ello da la razón a los hechos establecidos por Geoffrey Gaimar y Roger de Howden, que decían que Eduardo tomó como esposa a una mujer de Kiev "de noble cuna".

- Hay además, argumentos etimológicos realmente importantes. Ágata era un nombre griego totalmente desconocido en la Europa del este de aquel tiempo. Por otro lado, el nombre de Ágata (o Agafiya), era un nombre bastante común en la casa de Rurik: todas la hijas de Yaroslav recibieron nombres griegos, y es sabido que la madrastra bizantina de Yaroslav tenía una tía llamada Agatha.

- En el fresco del siglo XI de la catedral de Santa Sofía de Kiev se representa a las 5 mujeres emparentadas con Yaroslav, entre hermanas e hijas, todas en edad de contraer nupcias: una de ellas es Anastasia, reina de Hungría; la otra es Isabel, reina de Noruega; la tercera es Ana, reina de Francia; la cuarta es María Dobroniega de Kiev, reina de Polonia. Desde entonces, se ha mantenido entre los diversos autores que abordaron la temática el interrogante respecto a quién es la quinta mujer que aparece junto a las demás.

Un hecho curioso ha sido designado como punto clave y definitivo en el misterio acerca de la filiación de Ágata: la última de las 9 esposas de Vladimir el Santo -padre de Yaroslav-, fue una hija de Conrado I, duque de Suabia, y de Rechlinda Otona, hija a su vez del emperador Otón I el Grande de Alemania. La hija de ambos, Dobronegra (la reina de Polonia del fresco de Santa Sofía), fue llamada en varias crónicas de la época como "filia germani imperatoris Henrici" (parienta de sangre del emperador Enrique (III)). En efecto, Enrique III era descendiente de Otón I por la línea de su hija Lutgarda.
Este nuevo planteamiento generó un nuevo interrogante respecto a la posibilidad de que Ágata fuera hermana de padre y madre de Dobronegra y, por lo tanto, parienta de sangre del emperador; de esta manera estarían encajando todas las piezas del rompecabezas de su identidad (en cuanto al hecho de que el cronista de Malmesbury la designara como "hermana" de la reina de Hungría, se podría referir a la connotación de pariente -tía y sobrina- y no a lo que la palabra en sí realmente significa).